# René Libeer
René Jules Libeer, född 28 november 1934 i Roubaix, död 13 november 2006 i Roubaix, var en fransk boxare.
Libeer blev olympisk bronsmedaljör i flugvikt i boxning vid sommarspelen 1956 i Melbourne.